# Iodure de lithium
L'iodure de lithium est un sel du lithium et de l'iode. 
Il jaunit en contact avec l'air en raison d'une oxydation des ions iodure par le dioxygène.